# Myrthes Bevilacqua Corradi
Myrthes Bevilacqua Corradi (Vitória, 3 de fevereiro de 1939) é uma advogada, professora e política brasileira. Notabilizou-se por ser a primeira mulher a se candidatar e ser eleita deputada federal pelo estado do Espírito Santo. 

## Carreira profissional
Licenciada em ciências físicas e naturais e bacharel em ciências jurídicas e sociais pela Faculdade de Direito da atual Universidade Federal do Espírito Santo (UFES), foi chefe de gabinete da secretaria de Educação do Espírito Santo entre 1959 e 1964, presidente da União dos Professores do Espírito Santo entre 1973 e 1981 e vice presidente da Confederação de Professores do Brasil (CPB), entre 1975 e 1983, além de secretária de Ação Social do Espírito Santo entre 1987 e 1989,assessora na Telebras entre 1991 e 1992, e integrante do conselho de administração da Telecomunicações do Espírito Santo entre 1992 e 1995.

## Carreira política
Foi eleita deputada federal pela legenda do PMDB nas eleições de 1982, sendo a primeira mulher a ser eleita para o cargo no estado do Espírito Santo. Na Câmara, foi membro da Comissão de Serviço Público e suplente da Comissão de Trabalho e Legislação Social. Durante a transição do regime militar pro regime democrático, Myrthes votou a favor da emenda Dante de Oliveira que restabelecia as eleições presidenciais de forma direta, e em Tancredo Neves na eleição presidencial indireta de 1985. Tentou a reeleição em 1986, obtendo apenas uma suplência. Também tentou, sem sucesso, se eleger deputada federal em 1990, já pelo PCB, e em 1994, pelo PPS, se afastando de eleições até 2010, quando se candidatou a segunda suplente de senador na chapa derrotada de Rita Camata (PSDB).

## Vida pessoal
Casada com Pedro José Corradi, teve três filhos.